# Hyalella caribbeana
Hyalella caribbeana is een vlokreeftensoort uit de familie van de Hyalellidae. De wetenschappelijke naam van de soort is voor het eerst geldig gepubliceerd in 1996 door Bousfield.